# Marquéglise
Marquéglise är en kommun i departementet Oise i regionen Hauts-de-France i norra Frankrike. Kommunen ligger i kantonen Ressons-sur-Matz som tillhör arrondissementet Compiègne. År 2022 hade Marquéglise 481 invånare.

## Befolkningsutveckling
Antalet invånare i kommunen Marquéglise
| Referens: INSEE |